# Dret diví dels reis
El dret diví dels reis és una doctrina política i religiosa europea darrera de l'absolutisme polític. Se sol associar amb el període medieval i amb l'Antic Règim. Es pot resumir en la idea que el monarca deu només el seu dret a governar a Déu, no pas a la voluntat dels seus súbdits, a l'aristocràcia o a cap altra forma d'autoritat existent, i que per tant qualsevol intent de restringir el poder reial o d'obligar a abdicar el monarca va en contra de la voluntat de Déu.
El 753, el papa Esteve II va atorgar l'epítet per a la primera vegada al rei carolingí Pipí el Breu, en agraïment per al seu suport en la guerra contra els llombards, que assetjaven Roma. Tot i ser una filosofia amb una llarga tradició al continent europeu, a l'edat mitjana ja es van alçar veus importants contràries a aquesta idea. Tomàs d'Aquino acceptava la revolta contra el rei o fins i tot el regicidi en casos de mal govern. El Vaticà encara manté aquesta doctrina en el nomenament i justificació del poder del Papa. De manera similar, al Japó l'emperador es considera descendent de la deessa Amaterasu, relació amb la divinitat que legitimitza la seva dinastia.
Carles I d'Anglaterra el 1625, creient en la doctrina del dret diví dels reis va entrar en conflicte directe en la lluita per la supremacia amb el parlament, esclatant les Guerres dels Tres Regnes que van confrontar als tres regnes de les illes britàniques per motius religiosos i en context amb la reforma protestant de Martí Luter, i lLa crisi va culminar amb l'esclat de la Guerra Civil anglesa en 1642 i l'execució de Carles el 30 de gener de 1649a monarquia britànica encara conserva el simbolisme inherent a aquesta doctrina, com es pot veure en la seva cerimònia de coronació, en la qual l'Arquebisbe de Canterbury els ordena reis per la gràcia de Déu, l'abreviació D.G. posada rere el nom en les monedes. El seu lema reial és Dieu et mon droit, Déu i el meu dret. La majoria de monarquies europees tracen una geneaologia mítica que els enllaça amb el rei David.
A Espanya, el dictador Francisco Franco ostentava el seu títol «per la gràcia de Déu», afirmació amb la qual volia legitimar el seu poder com si li hagués estat conferit per la divinitat i no pas per l'abús de la força. Es pot veure aquesta idea «Caudillo por la G. de Dios» encunyada a les monedes espanyoles del 1939 al 1975 any en què va morir.